# 1652 w literaturze
Wydarzenia literackie w 1652 roku.

## Urodzili się
- Nahum Tate, irlandzki poeta